# Athlothète
Les athlothètes sont des magistrats élus par le peuple, chargés de préparer les prix (en grec ancien Αθλα : athla) d'un concours. Il peut arriver que les tâches prises en charge par les athlothètes soient plus variées, jusqu'à correspondre peu ou prou à la fonction d'agonothète. La cité désigne en général plusieurs athlothètes, même s'il arrive qu'il n'y en ait qu'un seul.  
À Athènes, après avoir été désignés par tirage au sort, les dix athlothètes (un par tribu) ne sont pas uniquement chargés de la préparation des prix lors des Panathénées, fêtes religieuses majeures à Athènes : ils doivent aussi confectionner le peplos et organiser la procession ainsi que les différentes animations et concours, : luttes équestres, concours de musique, gymnastique, et distribution des prix.

## Lien Externe
- Platon, Les Lois [détail des éditions] [lire en ligne], Livre VIII (835)

- Exégètes
- Hiéropoioi
- Agonothète